# Fredrik Fränkel
Fredrik Bruno Fränkel, född 18 september 1915 i Mariestad, död 21 juni 2004, var en svensk barn- och ungdomspsykiater.
Fränkel, som var son till direktör Valter Söderström och Ida Fränkel, avlade studentexamen i Göteborg 1935, blev medicine kandidat vid Uppsala universitet 1937 och medicine licentiat vid Lunds universitet 1943. Han var tillförordnad andre underläkare på Sundsvalls sanatorium 1941, tillförordnad andre läkare på Ryhovs, S:t Olofs och Ulleråkers sjukhus 1941–1943, tillförordnad provinsialläkare i olika distrikt 1941–1945, underläkare på Ulricehamns kurhotell 1943–1944, assistentläkare på Centralsanatoriet i Uppsala 1945 vid medicinska kliniken på Akademiska sjukhuset 1945–1946, underläkare vid medicinska avdelningen i Umeå 1946–1948, förste underläkare vid pediatriska avdelningen där 1948–1950, förste underläkare på pediatriska avdelningen i Eskilstuna 1950–1952, underläkare vid medicinska avdelningen vid Göteborgs barnsjukhus 1952–1953, extra biträdande barnpsykiater vid Göteborgs stads psykiska barna- och ungdomsvård 1953–1954, biträdande barnpsykiater där 1954–1967 samt blev överläkare i styrelsen för omsorger om psykiskt utvecklingsstörda inom Göteborgs stad och län 1967 och överläkare vid fristående centralen för psykisk barna- och ungdomsvård vid Mölndals lasarett 1970.
Fränkel var även läkare vid Umeå epidemisjukhus 1948–1950, vid Göteborgs barnavårdscentral 1953–1960, skolläkare vid Lundby samrealskola 1953–1957 och Burgårdens gymnasium 1957. Han var lärare vid Göteborgs barnavårdsnämnds barnsköterskeskola 1954–1958 och Statens sjuksköterskeskola i Göteborg 1955–1960.